# تحت أكسيد البورون
دون أكسيد بورون مركب كيميائي له الصيغة B6O، يتألف الجزيء من البورون والأكسجين، ويعد من المواد القاسية.

## التحضير
يحضر مركب دون أكسيد البورون من اختزال ثلاثي أكسيد البورون أو بإجراء عملية أكسدة لفلز البورون باستعمال أكسيد الزنك. إن دون أكسيد البورون المتشكل قرب ضغوط معتدلة نسبيا يمتاز بنقص في نسبة الأكسجين في بنيته (B6Ox, x<0.9)، وبصغر حجم حبيباته (أقل من 5 µm). يؤدي إجراء عملية رفع للضغط أثناء تحضير دون أكسيد البورون إلى زيادة الانتظام في بنية البلورة وحجمها، وإلى ازدياد نسبة الأكسجين في البنية.
يكون لدون أكسيد البورون منقوص الأكسجين (B6Ox, x<0.9) يمكن أن يشكل جسيمات عشرونية الوجوه في بنيته، والتي هي ليست بلورات أحادية مفردة ولا أشباه بلورات، لكنها عبارة عن مجموعة من توائم بلورية لعشربن بلورة رباعية الوجوه.
يستعمل عادة مزائج من البورون وثلاثي أكسيد البورون كمواد بادئة لتحضير دون أكسيد البورون.

## الخواص

### البنية
لمركب دون أكسيد البورون بنية تتألف من ثمانية عشرونيات الوجوه موجودة على قمة وحدة خلية ذات نظام بلوري ثلاثي، وتتبع البنية البلورية المجموعة الفراغية R3-m. تتألف كل مجموعة من عشروني الوجوه من اثنتي عشرة ذرة من البورون، في حين تتوضع ذرتي أكسجين في الفراغ الموجود بينها. يتميز المركب بقصر طول الرابطة بين العناصر المكونة له، وتكون الرابطة ذات صفة تساهمية كبيرة. تنعكس هذه البنية الخاصة لهذا المركب على خواصه الفيزيائية والكيميائية.

### الفيزيائية والكيميائية
يمتاز دون أكسيد البورون بقساوته (صلادته)، وذلك بشكل قريب من صلادة الألماس وثنائي بوريد الرينيوم ونتريد البورون، وذلك مع قلة كثافة كتلته، وارتفاع ناقليته الحرارية، وخموله الكيميائي، بالإضافة إلى مقاومته الممتازة للاهتراء.